# 朝阳湖站
朝阳湖站位于中华人民共和国四川省成都市蒲江县朝阳湖镇，是成雅铁路（成蒲铁路、川藏铁路）上的铁路车站，于2018年12月28日启用，由中国铁路成都局集团有限公司管辖。

## 歷史
- 2018年12月28日启用。